# Mancipatio
Nel diritto romano, la mancipatio era un negozio solenne, di origini molto antiche, traslativo dello ius Quiritium (il nucleo più antico del diritto romano) e poi dello ius civile, su persone o cose che proprio in quanto scambiabili necessariamente tramite questo atto vennero definiti res mancipi. La capacità di porre in essere una mancipatio dapprima apparteneva ai soli cittadini romani sui iuris, gli unici ad esercitare lo ius commercii, presto riconosciuto anche ai Latini.

## Descrizione
Originariamente si svolgeva nel modo seguente: alla presenza di cinque testimoni, tutti cittadini romani e puberi, e un pesatore pubblico (libripens), l'acquirente (mancipio accipiens), tenendo tra le mani un pezzo di bronzo (l'aes rude, ma dapprima si usava il rame), che in epoca premonetaria si utilizzava come corrispettivo, dichiarava solennemente che la cosa oggetto della mancipatio gli apparteneva. Successivamente, colpiva la bilancia del pesatore con il bronzo (questo per far sì che "i testimoni potessero percepire con tutti i loro sensi il trasferimento della res"), che veniva pesato e consegnato all'alienante (mancipio dans) quale prezzo dello scambio.
La struttura della mancipatio era quella di un atto nel quale si realizzava lo scambio immediato di cosa contro un corrispettivo in metallo (aes), che il mancipio accipiens pagava al mancipio dans.
Con il trascorrere del tempo, le formalità richieste da questo atto divennero meramente simboliche (si parlò, ad esempio, di mancipatio nummo uno, che avveniva cioè in cambio di una sola moneta), sebbene si continuasse ad utilizzarle per il rispetto della tradizione tipico dei Romani in campo giuridico. La mancipatio divenne dunque un negozio astratto di trasferimento del dominium ex iure Quiritium sulle res mancipi, che poteva essere caratterizzato anche da una causa diversa dalla vendita. Di tale evoluta forma di mancipatio parla il giurista romano Gaio nelle sue Istituzioni, ove definisce l'atto quaedam imaginaria venditio, una sorta di vendita immaginaria, fittizia.
La mancipatio era inoltre un actus legitimus, ossia non poteva essere sottoposto né a condizione né a termine. 
Scompare del tutto con Giustiniano. Nei testi classici accolti nella compilazione giustinianea fu pertanto soppresso ogni riferimento alla mancipatio, per lo più sostituito con quello della traditio. A partire dal Medioevo, nei contratti e nelle obbligazioni decadono le forme antiche della mancipatio e della stipulatio con il loro rituale immutabile di gesti e di parole, ed emerge il documento scritto come elemento costitutivo del negozio e non più soltanto come elemento di prova della sua esistenza.